# Das Gesetz der Lagune
Das Gesetz der Lagune ist der zehnte Roman von Donna Leon. Er erschien 2001 unter dem Originaltitel A Sea of Troubles. Die deutsche Fassung erschien 2002 im Diogenes Verlag und wurde von Monika Elwenspoek übersetzt. Sie stand fünf Wochen lang auf Platz 1 der Spiegel-Bestsellerliste.

## Inhalt
In dem kleinen Fischerdorf Pellestrina bricht in einer Nacht im Mai in der Kabine eines Fischerbootes ein Feuer aus und verursacht eine Explosion. Es fehlen seitdem der Besitzer des Bootes, Giulio Bottin, und sein Sohn Marco. Einige Bewohner Pellestrinas beginnen unter Wasser nach den beiden zu suchen und finden auch zwei Leichen. Es dauert, bis die Carabinieri eintreffen, denn jeder Bewohner dachte, ein anderer habe sie schon gerufen. Danach dauert es noch eine Weile, bis die Questura in Venedig verständigt wird und Brunettis Kollege Vianello gemeinsam mit dem Bootsführer Bonsuan kommt und veranlasst, dass die beiden Leichen von Polizeitauchern geborgen werden. Erst dann stellt man fest, dass dem Vater der Schädel eingeschlagen wurde und man den Sohn erstochen hatte.
Dadurch stehen die Beamten vor einem großen Problem, denn keiner der Inselbewohner möchte gerne mit der Polizei sprechen; deshalb findet die Polizei auch kein Motiv für die Tat. Commissario Brunetti kommt zunächst keinen Schritt voran. Signorina Elettra, die Sekretärin von Brunettis Chef, bietet ihm an, Urlaub bei ihrer Cousine in Pellestrina zu verbringen, denn sie hofft, so an mehr Informationen zu kommen. Brunetti ist jedoch dagegen, denn er glaubt, Elettra könne etwas zustoßen, aber er kann sie einfach nicht abhalten. Deshalb schickt er zusätzlich den jungen Polizisten Pucetti mit auf die Insel, um Elettra zu schützen.
Es geschieht jedoch ein weiterer Mord, woraufhin Commissario Brunetti seine Sekretärin auffordert, sofort nach Venedig zurückzukehren. Das lehnt diese jedoch ab, denn sie hat während ihres Aufenthalts in Pellestrina den jungen Fischer Carlo Targhetta kennen gelernt, mit dem sie ein Verhältnis begonnen hat.
In seinen weiteren Ermittlungen findet Commissario Brunetti heraus, dass Carlo Targhetta eine dunkle Vergangenheit hat. Bevor er Fischer wurde, hatte er als Finanzbeamter gearbeitet. Dann jedoch wurde sein Onkel Vittorio Spadini von einem anonymen Anrufer der Steuerhinterziehung bezichtigt, woraufhin Targhetta versuchte, seinen Onkel zu schützen.
Während einer gemeinsamen Fahrt hinaus auf die Lagune findet Elettra heraus, dass Spadini hinter den Morden steckt. Es kommt zu einer wilden Verfolgungsjagd und lebensgefährlichen Angriffen auf Targhetta und Elettra, an deren Ende Targhetta zu Tode kommt und Elettra sich retten kann. Das Boot strandet an einer Insel Pellestrinas. Brunetti fährt mit seinem Bootsführer Bonsuan auf die Insel hinaus und findet die beiden. Nach einer Schussszene stirbt Bonsuan, aber Spadini kann verhaftet werden.

## Hörspiel und Hörbuch
- Hörbuch: Donna Leon – Das Gesetz der Lagune CD/MC (erschienen im Steinbach sprechende Bücher)

## Film
2006 erschien die Verfilmung des Romans als zwölfte Episode der ARD-Kriminalfilmreihe Donna Leon mit Uwe Kockisch, Julia Jäger, Ueli Jäggi und Michael Degen. Regie führte Sigi Rothemund.